# 松平定章
松平 定章（まつだいら さだあきら）は、伊予松山新田藩の初代藩主。伊予松山藩第4代藩主松平定直の四男。

## 生涯
父から寵愛を受けていたため、享保5年（1720年）に父が死去して兄の定英が第5代藩主になると、父の遺言により新田1万石を分与されて松山新田藩を立藩した。
享保12年（1727年）6月に駿府加番に任じられる。享保の大飢饉では窮民の救済を行なった。延享4年（1747年）8月3日に死去した。享年48。跡を長男の定静が継いだ。